# 반달곰 내 사랑
《반달곰 내 사랑》은 2001년 8월 22일부터 2001년 10월 11일까지 방영된 MBC 수목 미니시리즈인데 별볼일 없는 남자를 예쁜 여자가 헌신적으로 사랑하는 것에 대해 많은 남자들이 대리만족을 얻는다는 혹평이 있었고 김국진 (반달웅 역)은 해당 작품에 앞서 원래 2000년 초 시작할 예정이었으나 여주인공으로 낙점된 이승연의 하차 등 우여곡절을 겪어 그 해 후반기로 편성이 변경된 SBS 《신화》의 남자 주인공으로 낙점됐지만 제작진이 김국진과 연기 해석을 놓고 마찰을 빚어 편성이 취소됐으며 《신화》는 2001년 후반기로 편성이 변경된 한편 김국진 자리에는 김태우, 김태연 자리에는 김지수, 김승우 자리에는 박정철이 대타로 들어갔다.

## 줄거리
보수적이고 권위적인 부잣집에서 태어나 아버지의 말에 반항 한번 하지 못하고 자란 딸 한정은과 단순 솔직한 성격에 돈도 특별한 재능도 없이 동네 건달처럼 살아가는 반달웅의 사랑을 그리는 드라마.

## 등장 인물

### 주요 인물
- 김국진 : 반달웅 역 - 중학교 축구부 임시코치
- 송윤아 : 한정은(27세) 역 - 중학교 음악교사
- 조민기 : 김형준(32세) 역 - 정은의 약혼자, 학교 재단 기획실장

### 그 외 인물
- 김세윤 : 한재만 역 - 정은의 아버지, 학교 재단 이사장
- 박정수 : 경애 역 - 정은의 어머니
- 임현식 : 교감 선생님 역
- 김애경 : 달웅의 어머니 역
- 임대호 : 상국 역 - 달웅의 친구
- 이세은 : 선미 역 - 달웅의 첫사랑
- 이미숙 : 사회교사 역
- 김하균
- 이민재
- 안혜란
- 오승명
- 차윤회
- 최재형
- 허기호
- 구보석
- 최영재
- 황진영
- 문보연
- 송성희
- 손유경
- 최경국
- 함재석
- 김재기
- 박주천
- 지중현

## 수상
- 2001년 MBC 연기대상 여자 최우수연기상 송윤아
- 2001년 MBC 연기대상 남자 우수연기상 조민기
- 2001년 MBC 연기대상 특별상 김국진

## 참고 사항
- 당초 반달웅 역에 유오성이나 차승원 등이 물망에 올랐으나 영화 촬영 등의 이유로 고사하였다.[4][5]
- 개그맨 김국진은 최초로 미니시리즈의 주연을 맡아 화제가 되었다.[6]